# Edward Robert Hughes

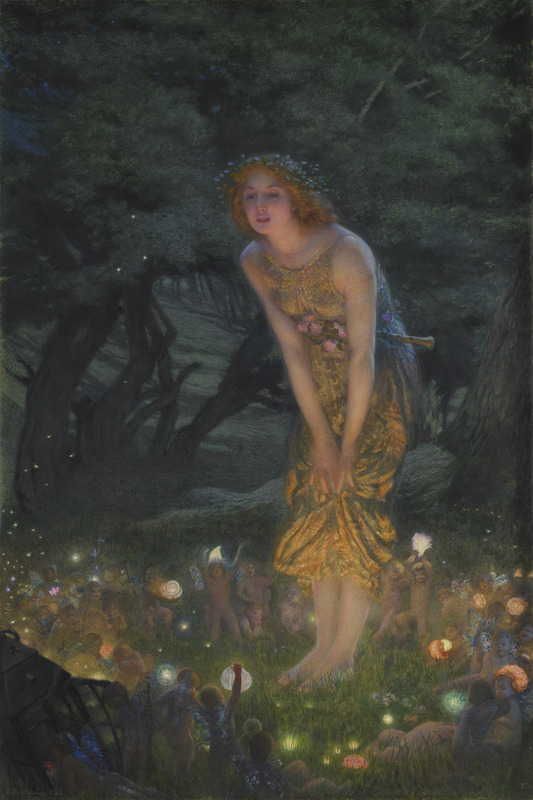
Midsummer Eve, ca. 1908

Edward Robert Hughes (Londen, 5 november 1849 - St Albans, Hertfordshire, 23 april 1914) was een Engels kunstschilder.

## Leven en werk
Edward Robert Hughes was een neef van de schilder Arthur Hughes, bij wie hij ook enige tijd studeerde voor hij zich inschreef bij de Royal Academy of Arts, waar hij van 1870 tot 1911 exposeerde. Zijn werk werd beïnvloed door de stijl van de Prerafaëlieten, zoals blijkt uit de gedetailleerde weergave van de natuur en de precieze techniek. Het neigt naar het Symbolisme (evenals dat van Edward Burne-Jones, die hij persoonlijk kende) en het Estheticisme. Hughes werkte zowel met olieverf als met de aquarel- en gouache-techniek. Zijn thema's ontleende hij aan literaire en historische onderwerpen en sprookjes. Ook vervaardigde hij enkele vrouwen- en kinderportretten. Tot zijn bekendste werken behoren Night with her Train of Stars en Midsummer Eve.
In 1891 werd hij geassocieerd lid van de Royal Watercolour Society, in 1895 volledig lid en van 1901 tot 1903 was hij president van dit genootschap.
Hughes assisteerde William Holman Hunt bij enkele van zijn latere werken wegens diens achteruitgaande gezondheid, waaronder 'The Lady of Shalott' en de versie van 'The Light of the World' die zich bevindt in de Londense St. Paul's Cathedral.

## Galerij

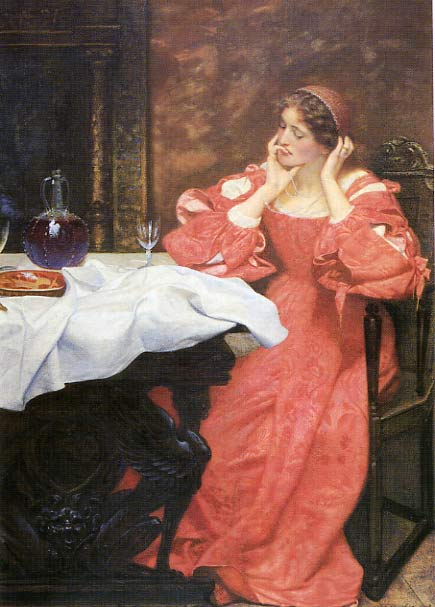
Die zänkische Katherina
Edward Robert Hughes: Die Nachtwache der Walküre
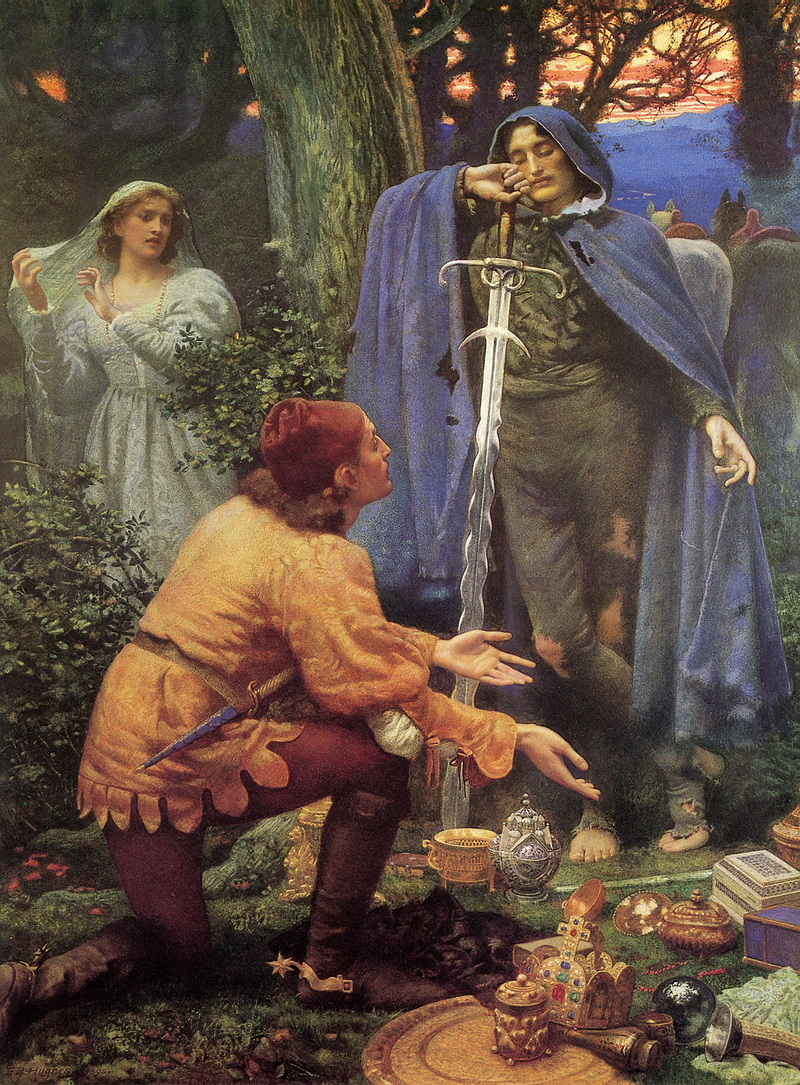
Bertucciova nevesta (1895)